# Jardines del Edén
Jardines del Edén es una localidad del estado mexicano de Jalisco. Es parte del municipio de Tlajomulco de Zúñiga.

## Demografía
| Censo | Población |
| ----- | --------- |
| 2010  | 1 841     |
| 2020  | 4 597     |